# Мир, любов и още нещо
„Мир, любов и още нещо“ (на английски: Wanderlust) е американска романтична комедия от 2012 г. на режисьора Дейвид Уейн, който е съсценарист със Кен Марио, във филма участват Пол Ръд, Дженифър Анистън, Джъстин Теру, Малин Акерман, Катрин Хан, Лорън Амброуз и Алън Алда. Премиерата на филма е на 24 февруари 2012 г. от „Юнивърсъл Пикчърс“.

## Актьорски състав
| Актьор            | Роля                 |
| ----------------- | -------------------- |
| Пол Ръд           | Джордж Гърджънблат   |
| Дженифър Анистън  | Линда Гърджънблат    |
| Джъстин Теру      | Сет                  |
| Малин Акермна     | Ева                  |
| Лорън Амброуз     | Алмънд Коен          |
| Джо Ло Тругило    | Уейн Дейвидсън       |
| Алън Алда         | Карвин Уигинс        |
| Катрин Хан        | Карън                |
| Джесика Ст. Клер  | Дена Шустър          |
| Кен Марино        | Рик Гърджънблат      |
| Джордан Пийл      | Родни Уилсън         |
| Кери Кини-Силвър  | Кати                 |
| Микаела Уоткинс   | Мариса Гърджънблат   |
| Линда Лавин       | Шари                 |
| Рей Лиота         | Себе си              |
| Кийгън Майкъл-Кий | Измекяринът на Марси |

## В България
В България филмът е издаден на DVD от „А Плюс Филмс“ на 16 юли 2012 г.
На 7 март 2018 г. е излъчен за първи път по „Би Ти Ви Синема“ в понеделник от 21:00 ч. Дублажът е записан в студио „Медиа Линк“. Екипът се състои от:
| Озвучаващи артисти  | Лина Златева Елисавета Господинова Светломир Радев Мартин Герасков Николай Николов |
| Преводач            | Пламен Узунов                                                                      |
| Тонрежисьор         | Александър Тодоров                                                                 |
| Режисьор на дублажа | Милена Манчева                                                                     |